# Emil-Joachim Birr
Emil-Joachim Erich Birr (* 17. Mai 1903 in Stolp; † 30. Mai 1973 in Freiburg im Breisgau) war ein deutscher Chemiker.

## Leben
Emil-Joachim Birr war der Sohn des Architekten Emil Birr und dessen Frau Marie, geborene Schmidt.
Nach dem Abitur im Februar 1922 an der Oberrealschule in seiner Geburtsstadt studierte er Chemie an der Universität Rostock, wo er im März 1924 bei Paul Walden den ersten Teil des Verbandsexamens, 1925 die organische Prüfung bei Richard Stoermer (März 1925), die Prüfung über anorganische und physikalische Chemie (Juni 1925) und das Verbandsexamen bei Walden ablegte. 1927 wurde er in Rostock promoviert. Bis 1933 war er dort wissenschaftlicher Assistent und wechselte dann in das Technisch-Wissenschaftliche Laboratorium der Filmfabrik Wolfen, wo er von 1935 bis 1960 als Laborleiter tätig war. 1951 wurde er mit dem Titel „Held der Arbeit“ geehrt.
Birr entwickelte fotografische Stabilisatoren zur verbesserten Haltbarkeit der Filmmaterialien ohne Empfindlichkeitsverlust. Außerdem bearbeitete Birr fotografische Bauelemente wie Härtungsmittel, Desensibilisatoren, Entwicklersubstanzen, Gelatine-Reifekörper und Antistatiksubstanzen.
Er verließ die DDR 1960 und arbeitete bis 1969 als wissenschaftlicher Mitarbeiter und Berater in der Filmfabrik Ferrania in Norditalien. Ab 1970 lebte er in Freiburg im Breisgau.